# Estación de Cabra de Córdoba
Cabra de Córdoba fue una estación de ferrocarril situada en el municipio español de Cabra, en la provincia de Córdoba. Las instalaciones estuvieron en servicio entre 1891 y 1984, dando servicio a la línea Linares-Puente Genil. En la actualidad la estación se encuentra rehabilitada para otros usos. 

## Historia
La estación, perteneciente al trazado de la línea Linares-Puente Genil, fue construida por la Compañía de los Ferrocarriles Andaluces y puesta en servicio en 1891. El edificio de viajeros mantenía un estilo arquitectónico muy similar al de las estaciones de Luque y Lucena. A lo largo de su historia gestionó el movimiento de pasajeros y mercancías. En 1941, con la nacionalización de los ferrocarriles de ancho ibérico, las instalaciones pasaron a manos de RENFE. La línea se mantuvo operativa hasta su clausura en octubre de 1984, siendo desmantelada algún tiempo después. 
Tras el cierre de la línea, el antiguo edificio de viajeros fue rehabilitado como restaurante y museo histórico. No obstante, en marzo de 2020 expiró su uso hostelero, por lo que se iniciaron las obras para abrir un albergue juvenil que dé cobijo a los usuarios de la Vía Verde de la Subbética y el Camino de Santiago Mozárabe.